# Warreella
Warreella es un género con dos especies de orquídeas, originarias de Colombia y Venezuela.

## Características
Son plantas de hábitos terrestres,  monopodiales. Tienen pseudobulbos ovoides, separados por nudos, rodeado por las vainas y llevando algunas  hojas lanceoladas a ovales , con una inflorescencia vertical en forma de espiga con una docena de flores.

## Etimología
El nombre del género proviene del género hermano Warrea y del  griego iella (igual que), por el gran parecido entre ambos géneros.

## Especies
- Warreella cyanea Schltr.
- Warreella patula Garay